# حول الاربع (جبلة)

تعديل مصدري - تعديل

حول الاربع محلة تابعة لقرية السروة، التابعة لعزلة الربادي بمديرية جبلة إحدى مديريات محافظة إب في الجمهورية اليمنية، بلغ تعداد سكانها 218 حسب تعداد اليمن لعام 2004.